# 尼科爾斯 (佛羅里達州)
尼科爾斯（英語：Nichols）是位於美國佛羅里達州波爾克縣的一個非建制地區。該地的面積和人口皆未知。

## 地理
尼科爾斯的座標為27°53′45″N 82°01′53″W / 27.89583°N 82.03139°W，而該地的平均海拔高度為35米（即115英尺）。